# USS Pittsburgh (SSN-720)
Pour les autres navires du même nom, voir USS Pittsburgh.
Le USS Pittsburgh (SSN-720) est un sous-marin nucléaire d'attaque américain de classe Los Angeles nommé d'après Pittsburgh en Pennsylvanie. Construit au chantier naval Electric Boat de Groton, il a été commissionné le 23 novembre 1985 et retiré du service en avril 2020.

## Histoire du service
Il a notamment participé à la Guerre du Golfe durant laquelle il lança des missiles BGM-109 Tomahawk contre l'Irak en 1991. Redéploiement en octobre 2002 en mer Méditerranée dans le cadre de l'opération liberté irakienne.